# هان دونج-وون
هان دونج-وون (6 أبريل 1986 في كوريا الجنوبية - ) هو لاعب كرة قدم كوري جنوبي في مركز الهجوم. شارك مع منتخب كوريا الجنوبية تحت 17 سنة لكرة القدم ومنتخب كوريا الجنوبية تحت 20 سنة لكرة القدم ومنتخب كوريا الجنوبية تحت 23 سنة لكرة القدم. أما مع النوادي، فقد لعب مع سوون سامسونغ بلووينغز ومونتيديو ياماغاتا ونادي سول ونادي سونغنام وPersijap Jepara ‏ ونادي أنيانغ ونادي دايجو ونادي غانغوون.

## وصلات خارجية
- هان دونج-وون على موقع الاتحاد الدولي (مؤرشف)  (الإنجليزية)
- هان دونج-وون على موقع رابطة كرة القدم اليابانية للمحترفين (اليابانية)
- هان دونج-وون على موقع دوري كوريا الجنوبية (الإنجليزية)
- هان دونج-وون على موقع قاعدة بيانات كرة القدم.إي يو (الإنجليزية)
- هان دونج-وون على موقع Soccerway.com (الإنجليزية)